# Lieu-dit
Pour les articles homonymes, voir lieu.
Vous pouvez aider à l'améliorer ou bien discuter des problèmes sur sa page de discussion.
- Son contenu est rédigé entièrement ou presque à partir d'une seule source. N'hésitez pas à modifier cet article pour améliorer sa vérifiabilité en apportant de nouvelles références dans des notes de bas de page. (Marqué depuis décembre 2022)
- Il contient une ou plusieurs listes. Le texte gagnerait à être rédigé sous la forme d’un ou plusieurs paragraphes synthétiques, afin d’être plus agréable à lire. (Marqué depuis décembre 2022)
- Il adopte un point de vue régional ou culturel particulier et nécessite une internationalisation. (Marqué depuis décembre 2022)
- Il n’est pas rédigé dans un style encyclopédique. (Marqué depuis décembre 2022)

- Archive Wikiwix
- Bing
- Cairn
- DuckDuckGo
- E. Universalis
- Gallica
- Google
- G. Books
- G. News
- G. Scholar
- Persée
- Qwant
- (zh) Baidu
- (ru) Yandex
- (wd) trouver des œuvres sur Wikidata

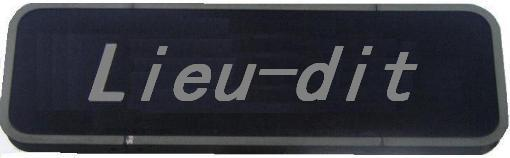
En France, panneau annonçant un lieu-dit.

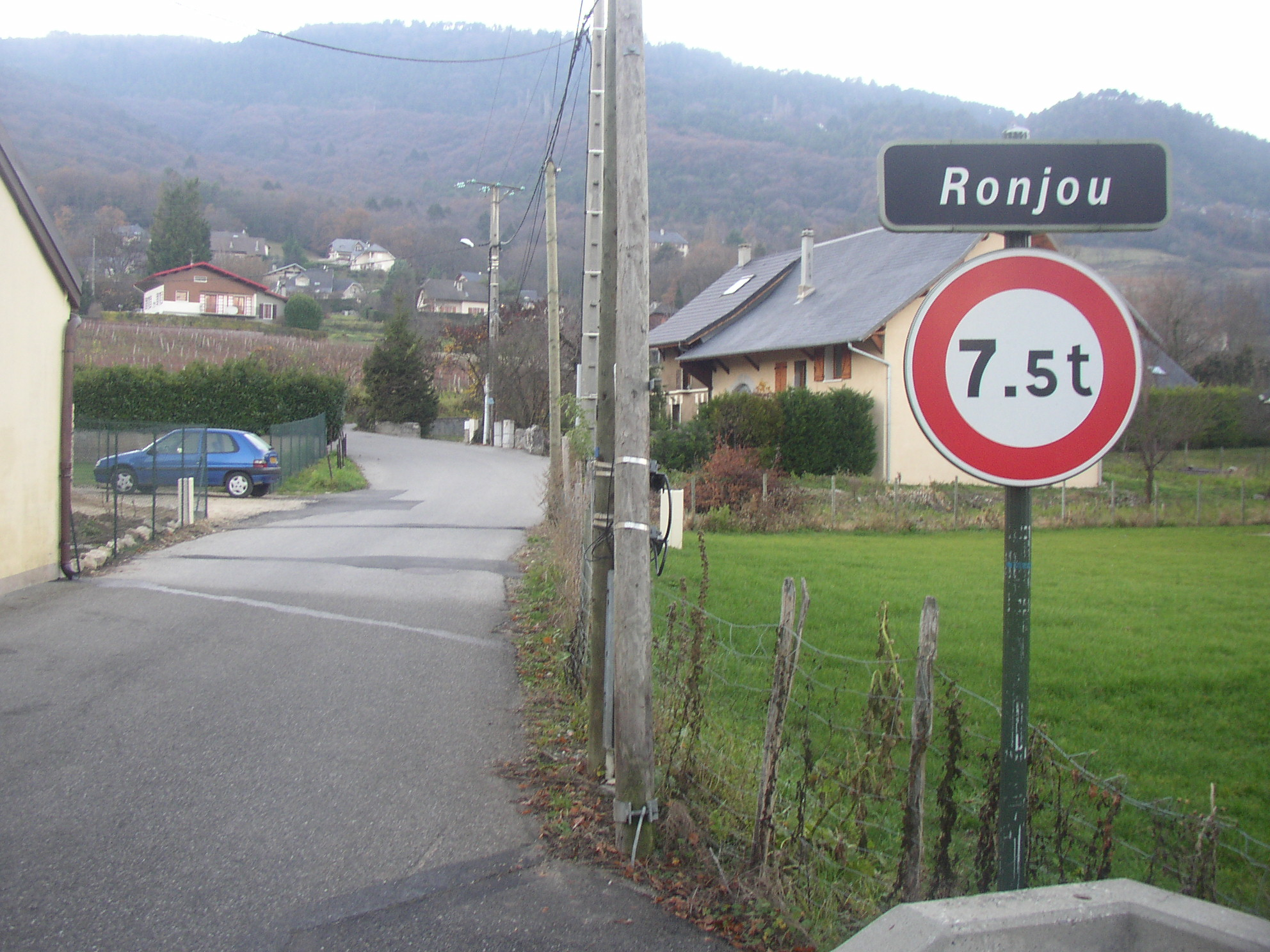
Le lieu-dit Ronjou à Saint-Baldoph (Savoie).

Un lieu-dit (ou lieudit ; pluriel : lieux-dits, lieuxdits ou lieudits) est un endroit de faible étendue auquel est associé un nom propre qui peut être un nom (un appellatif) commun fixé dans la toponymie, de plante, de saint, de personne pris de manière absolue ou suivi d'un suffixe ou encore un composé des deux (appellatif + nom de personne). On fait souvent l'amalgame entre hameau (encore appelé « écart ») et lieu-dit. La différence tient au fait que, contrairement au hameau, un lieu-dit n'est pas forcément un lieu habité, il peut être un champ, un carrefour ou encore un bois. Il s'agit en fait d'un lieu marqué dans le paysage par un établissement ou un aménagement humain, sélectionné parmi l'ensemble des microtoponymes dans la nomenclature, la cartographie et la signalétique officielle des lieux d'un pays.

## Caractères généraux

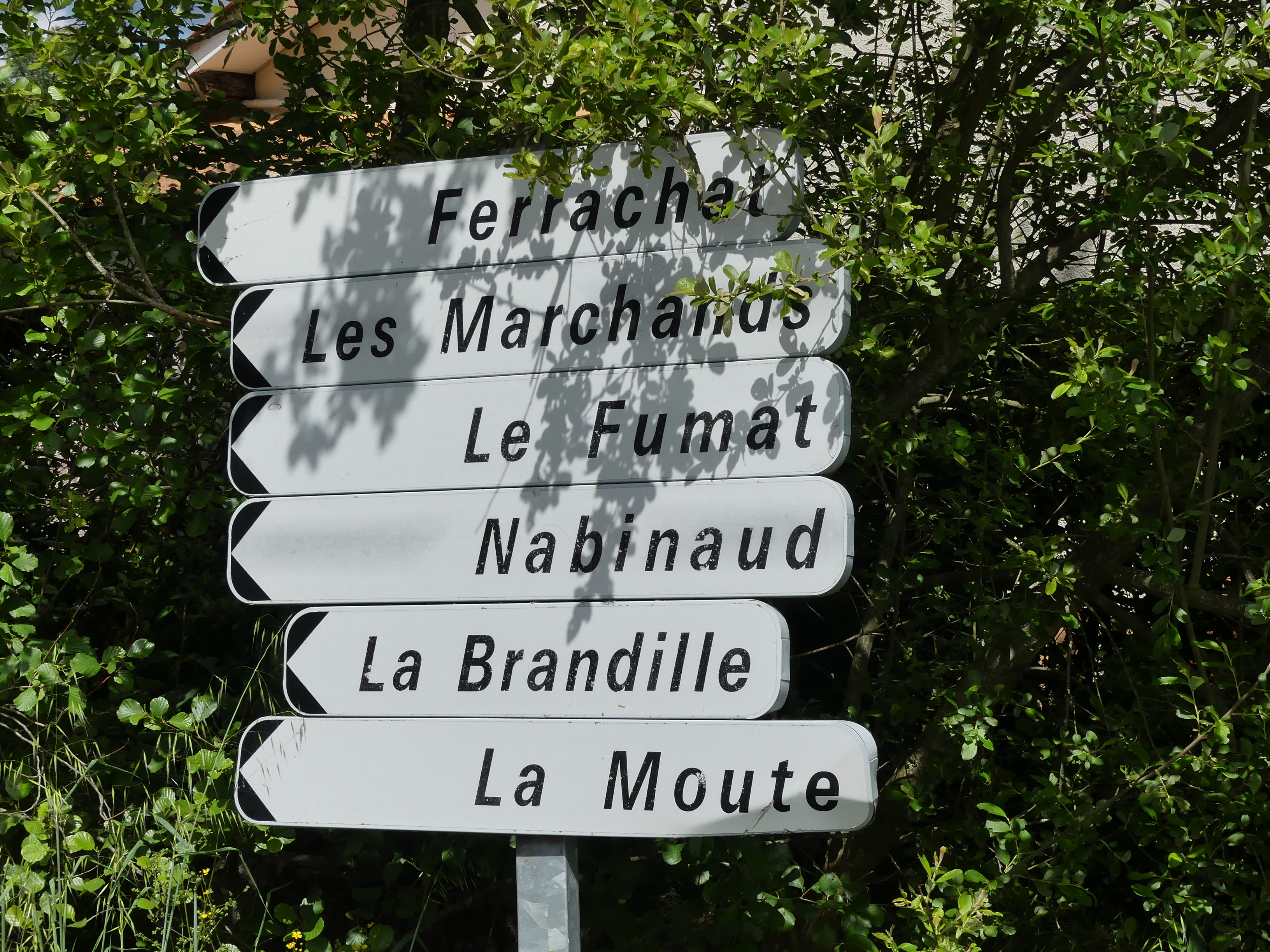
Panneaux indiquant plusieurs lieux-dits.

De nombreux lieux-dits sont aussi anciens et ont la même structure que les noms des anciennes paroisses ou des communes environnantes, par exemple noms en -ville ou en -y (< -i-acum). On peut dire que, dans certains cas, un lieu-dit est un toponyme qui n'a pas réussi[réf. souhaitée]. Dans d'autres cas, le lieu-dit est un néologisme toponymique, c'est-à-dire qu'il présente une structure nouvelle pour la région, inusitée par le passé. Un lieu-dit peut témoigner de la progression du français standard dans l'espace métropolitain français et les territoires qui en dépendent.

### Signalisation
- Panneau de signalisation routière de localisation en France

Ce panneau seul n'implique pas de limitation de vitesse.

## Appellatifs géographiques ou topographiques
- le Bel-Air
- Beausoleil
- le Bosquet
- le Bout du Monde, à Sixt-Fer-à-Cheval
- la Butte
- la Clarté, à Perros-Guirec
- la Mare
- le Marais
- l'Oubliette (Maine-et-Loire)
- le Val du Puits
- le Vauvert (vallis viridis ou val vert)
  - le Vauvert, disparu, donna son nom au château de Vauvert et à la chartreuse de Vauvert, à Paris.
  - le Vauvert, intégré à la commune de Rochecorbon, Indre-et-Loire
- Gouraincourt associé à la ville de Longwy
- Groenendael (Belgique) appellatif toponymique flamand dael « vallée » précédé de l'adjectif de couleur signifiant « verte »
- Sept Fontaines (Belgique)

## Appellatifs liés à une activité humaine ou à la propriété
- les Hautes Granges
- les Closeries
- la Vénerie

## Appellatifs (topographiques, floraux ou type d'habitat) et noms de personnes
- Chez-Billard-Haut (Charente), Chez Gruel (Charente-Maritime, Saint-Martial-de-Mirambeau), Chez-Maurice (Haute-Savoie), de chez « maison » (du latin casa) + nom de personne
- la Girardière du nom de famille Girard + suffixe -ière (à partir du Moyen Âge), les Grandes Châtelaines
- Kertanguy (Basse-Bretagne), du breton ker « maison, village » + Tanguy nom de personne
- Saint-Aubin-des-Chaumes, Saint-Brisson, etc. (formations médiévales en Saint-, généralement d'anciennes paroisses)
- la Ville Hamon, la Ville Juhel, etc. (formations toponymiques médiévales où ville a encore son sens de « groupe d'habitations »)
- le Parc des Princes de Boulogne-Billancourt
- Carrefour Léonard, dans la forêt de Soignes (Bruxelles)
- Bois Joly (Île-d'Aix)
- Moncourt, nom d'une ancienne paroisse, toponyme médiéval en -court, précédé d'un nom de personne germanique

## Appellations à caractère anecdotique, historique ou mythique
- le Camp de César (généralement les traces d'un établissement de l'âge du fer gaulois, voire médiéval)
- la Mi-Voie (« à mi-chemin »)
- Le Pré de la Bataille, ancien lieu-dit de Rouen
- le Saut des Français (à Duranus)
- l'Ermite (Belgique)
- Passe-tout-Outre, à la frontière franco-belge (Autreppe)
- Pont sur Vire, dans la commune de La Chapelle-sur-Vire
- Bigotte, dans la commune de Saint-Christophe-en-Brionnais
- Risquons-Tout, dans la commune de Mouscron

## Œnologie
Ce terme est aussi utilisé en œnologie pour qualifier de façon plus précise une dénomination au sein d'une appellation d'origine contrôlée.
Dans le vignoble de Bourgogne, on utilise le terme de climat.
1. La Goutte Rouge, près de Roanne.